# Sarotherodon
Sarotherodon ist eine Gattung der Buntbarsche (Cichlidae). Die Gattungsbezeichnung verweist auf ihre borstenartigen Zähne (griechisch saroth(e)ron „Besen“, therizo „ernten, mähen“ und odon „Zahn“).

## Merkmale
Sarotherodon-Arten besitzen mehr Kiemenreusenzähne (10 bis 28) auf dem unteren Teil des ersten Kiemenbogens als Tilapia (7-16). Die mittlere Länge des unteren Schlundknochens beträgt bei älteren Tieren 27,5 bis 43,5 % der Schädellänge. Das Mesethmoid, ein Schädelknochen, und das Pflugscharbein (Vomer) berühren sich nicht. Bis vor kurzem zählten die Sarotherodon-Arten zur Gattung Tilapia. Im Gegensatz zu jenen sind sie Maulbrüter; bei diesen nehmen sowohl die Weibchen als auch die Männchen die Eier zur Brutpflege ins Maul auf, während das bei der ebenfalls erst kürzlich abgegrenzten Gattung Oreochromis nur die Weibchen tun.

## Vorkommen
Ursprünglich in Seen und Flüssen Afrikas und des Nahen Ostens lebend finden sie sich inzwischen weltweit in Aquakultur-Anlagen und ausgesetzt oder entkommen in warmen subtropischen Seen und Flüssen, wo sie die einheimischen Fische teilweise verdrängen.

## Arten
Es gibt 13 Arten:

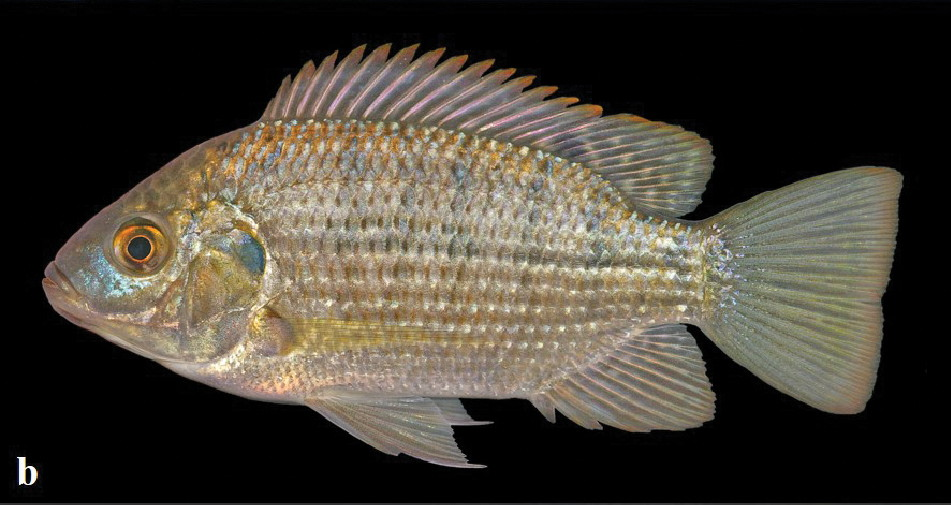
Sarotherodon galilaeus

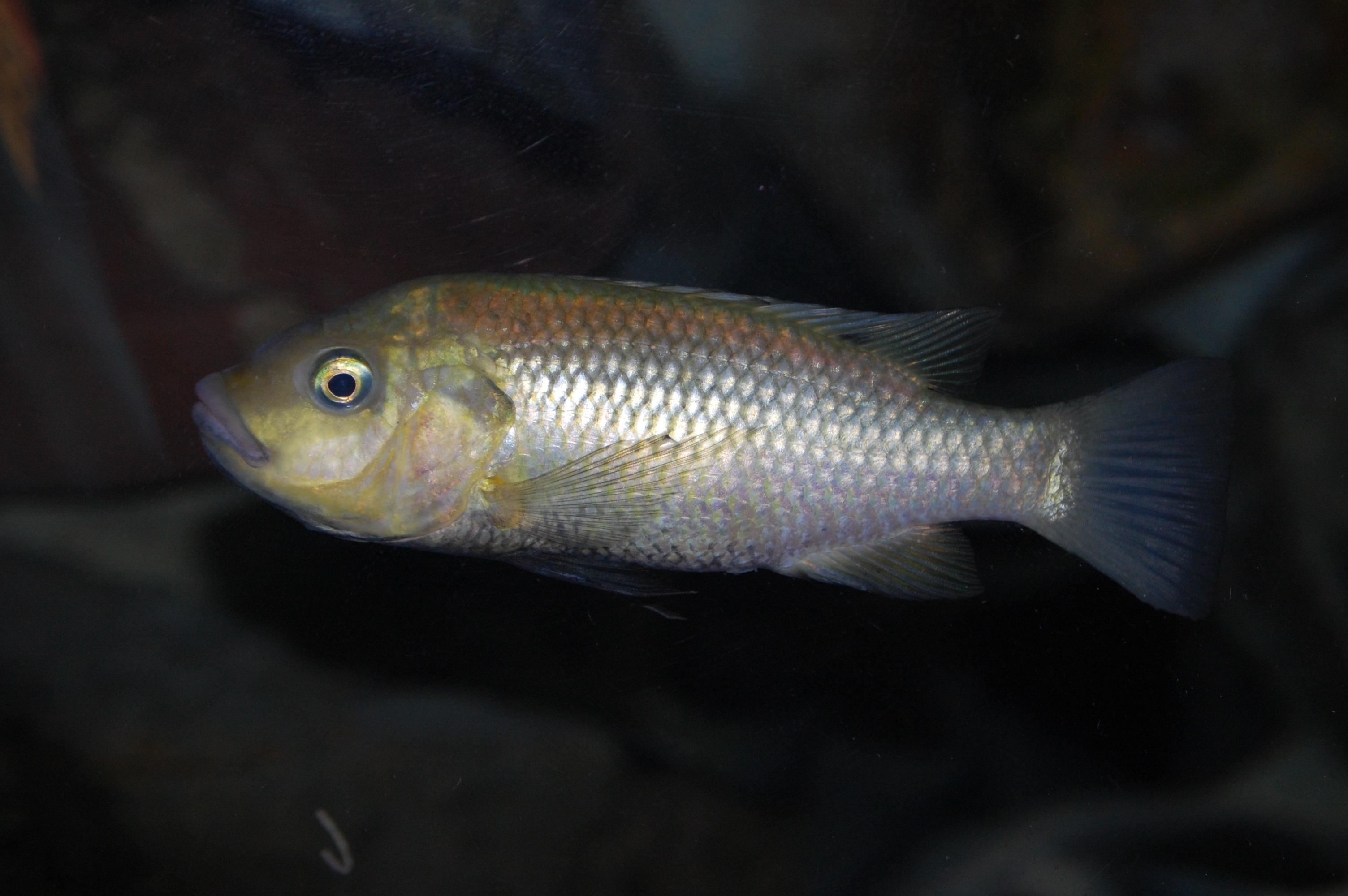
Sarotherodon linnellii

- Sarotherodon caroli (Holly, 1930) (Barombi Mbo)
- Sarotherodon caudomarginatus (Boulenger, 1916)
- Sarotherodon galilaeus (Linnaeus, 1758)
- Sarotherodon knauerae Neumann, Staissny & Schliewen, 2011 (Ejagham-See)
- Sarotherodon lamprechti Neumann, Staissny & Schliewen, 2011 (Ejagham-See)
- Sarotherodon linnellii (Lönnberg, 1903) (Barombi Mbo)
- Sarotherodon lohbergeri (Holly, 1930) (Barombi Mbo)
- Sarotherodon melanotheron Rüppell, 1852, Typusart
- Sarotherodon mvogoi (Thys van den Audenaerde, 1965)
- Sarotherodon nigripinnis (Guichenot, 1861)
- Sarotherodon occidentalis (Daget, 1962)
- Sarotherodon steinbachi (Trewavas, 1962) (Barombi Mbo)
- Sarotherodon tournieri (Daget, 1965)

## Systematik
Sarotherodon caroli, Sarotherodon linnellii, Sarotherodon lohbergeri und Sarotherodon steinbachi, die vier im kamerunischen Kratersee Barombi Mbo endemischen Sarotherodon-Arten, bilden eine gemeinsame Klade mit den dort vorkommenden endemischen Buntbarschgattungen Myaka, Konia, Pungu und Stomatepia. Die Gattung Sarotherodon ist deshalb nicht monophyletisch.